# Пёстрая лента
«Пёстрая лента» (англ. The Adventure of the Speckled Band) — рассказ из сборника «Приключения Шерлока Холмса» Артура Конана Дойля. Рассказ закончен в последнюю неделю октября 1891 года и напечатан в февральском номере «Strand Magazine» за 1892 год. Конан Дойль включил рассказ в свой список из 12 лучших рассказов о Шерлоке Холмсе, поставив его на первое место. В 1910 году на основе рассказа писатель создал пьесу «Пёстрая лента». На русский язык этот рассказ был впервые переведён неизвестным переводчиком и опубликован под названием «Пёстрая банда» в еженедельном журнале «Звезда», издаваемом Петром Сойкиным, в № 50—52 за 1893 год, чаще всего переиздавался послевоенный перевод Н. Чуковского и М. Чуковской.

## Сюжет
К Шерлоку Холмсу обращается за помощью девушка по имени Эллен Стоунер. Она живёт вместе с отчимом, доктором Гримсби Ройлоттом (человеком из старинной знатной семьи), в его старинном родовом поместье Сток-Морон, вымышленном месте у западной границы графства Суррей. Ройлотт, будучи врачом, долго практиковал в Калькутте, но в гневе совершил убийство своего дворецкого-туземца, и ему пришлось оставить Индию. Ещё в Индии он женился на состоятельной вдове с двумя дочерьми — Эллен и Джулией. Когда жена погибла в железнодорожной катастрофе под Кру, Гримсби унаследовал её солидный годовой доход, однако в случае замужества Эллен или Джулия получала право на значительную долю этого годового дохода. Ройлотт вернулся в своё поместье, но больше не работал и стал изгоем из-за своего буйного нрава. Два года назад Эллен потеряла свою сестру-близнеца Джулию, которая умерла за две недели до своей свадьбы при загадочных обстоятельствах. Перед смертью Джулия пожаловалась, что на протяжении нескольких ночей слышит ночью в доме странный свист, который мешает ей спать. В ночь гибели она выскочила из комнаты с криком «Пёстрая лента!», но умерла, не успев ничего объяснить. Месяц назад давний друг Эллен (Перси Армитедж) сделал ей предложение руки и сердца. Два дня назад отчим затеял ремонт в доме, и Эллен пришлось временно переселиться в комнату покойной сестры. Прошлой ночью она, лёжа без сна, к своему ужасу услышала тот самый странный свист и первым же поездом приехала в Лондон к Шерлоку Холмсу. Вслед за ней является отчим и устраивает скандал.
Шерлок Холмс и доктор Ватсон втайне от Ройлотта посещают поместье. Холмс с удивлением замечает, что спальня снаружи совершенно неприступна. Также сыщик обнаруживает вентиляционную отдушину, ведущую в комнату отчима, и верёвку для звонка, который не является звонком как таковым; также во время осмотра он замечает, что кровать привинчена к полу и сдвинуть её невозможно. Затем Холмс осматривает комнату Ройлотта, в которой видит сейф и блюдечко с молоком. Он приходит к мысли об ужасном утончённом преступлении.
Холмс приказывает Эллен зажечь лампу после того, как отчим отойдёт ко сну, и перебраться в свою старую спальню. Ночью Холмс и Уотсон проникают в её спальню. Глухой ночью они слышат, как Ройлотт зажигает фонарь, и странный свист, доносящийся из его комнаты. Услышав свист, Холмс вскакивает, зажигает спичку и с криками начинает стегать тростью по шнурку «для вызова прислуги». Неожиданно доносится страшный крик Ройлотта. Друзья спешат в его комнату и находят труп доктора, вокруг головы которого обвилась «пёстрая лента» — болотная гадюка из Индии.
Холмс рассказывает, что, увидев кровать девушки, привинченную к полу, фальшивый шнурок, тянущийся от вентиляционной отдушины к подушке, он сразу подумал о змее, поскольку яд болотной гадюки, действующий мгновенно, невозможно обнаружить, а укусы малозаметны. А когда он увидел в комнате доктора сейф, блюдечко с молоком и плеть змеелова и понял по следам на стуле, что доктор часто вставал на него, чтобы достать до отдушины, его подозрения перешли в уверенность. Удары трости Холмса разозлили змею, она вернулась обратно и укусила своего хозяина.

## Цитата
Когда врач совершает преступление, он опаснее всех прочих преступников. У него крепкие нервы и большие знания. Палмер и Причард были лучшими специалистами в своей области. Этот человек очень хитёр, но я надеюсь, Ватсон, что нам удастся перехитрить его. Сегодня ночью нам предстоит пережить немало страшного, и потому, прошу вас, давайте пока спокойно закурим трубки и проведём эти несколько часов, разговаривая о чём-нибудь более весёлом.Артур Конан Дойл. «Пёстрая лента»

## Змея
- Болотная гадюка (англ. Swamp adder) — выдуманная Конаном Дойлом змея. Болотными гадюками называют африканских змей рода Proatheris, а также — в русской обыденной речи — частую обитательницу болот обыкновенную гадюку.
- Долгое время считалось, что Конан Дойл допустил в рассказе принципиальную ошибку незнания зоологии, которая была отчасти «исправлена» в советской экранизации этого рассказа: доктор Ватсон (в исполнении Виталия Соломина) объясняет своему другу, что свистом Ройлотт никак не мог вызвать змею обратно в комнату, поскольку змеи глухи (о чём Шерлок не знал). Вот почему Холмс (в исполнении Василия Ливанова) добавляет фразу о странном «постукивании» по стене, поскольку вибрация легко привлекает внимание глухих животных. Однако последние исследования показали, что змеи всё же могут слышать звуки[6][7][8]. 
  - Зато принципиальной ошибкой Конан Дойла было то, что в рассказе змея выползала из вентиляционной отдушины, затем спускалась и поднималась обратно по шнуру от звонка. В действительности же змеи не могут ползать по свободно висящей верёвке, им необходимо твёрдое основание. Поэтому снять спускающуюся по шнуру змею было невозможно, и в советском фильме показано, как она высовывается из отверстия в стене.

## Экранизации
- Рассказ экранизирован в 1979 году режиссёром Игорем Масленниковым — первая серия фильма «Шерлок Холмс и доктор Ватсон».
- Телесериал «Приключения Шерлока Холмса». Снят в Великобритании в 1984—1994 годах. Сезон 1 «Приключения Шерлока Холмса», эпизод 6 «Пёстрая лента».

## Комментарии
1. 1 2  В английском языке слово band означает и «банда», и «лента»[5].